# Reinoud van Vianen
Reinoud van Vianen was een tegenbisschop van Utrecht in het jaar 1378.
De opvolging van de Utrechtse bisschop Arnold van Horne in 1378 leverde enkele problemen op. Ten eerste behield Arnold, die naar Luik was overgeplaatst, de bisschoppelijke sloten en inkomsten van het Sticht zolang hij niet zeker was dat hij zijn nieuwe zetel kon gaan innemen. Het kapittel had daar namelijk een andere kandidaat naar voren geschoven. Dit probleem was pas na een jaar opgelost.
Als gevolg van het Westers Schisma, waardoor er jarenlang een tegenpaus bestond, werden voor de Utrechtse zetel vervolgens twee kandidaten benoemd, Floris van Wevelinkhoven door paus Urbanus VI, en Reinoud van Vianen door tegenpaus Clemens VII. Floris trok tegen Reinoud en diens broer op, belegerde hun slot in 't Goy en kon uiteindelijk in 1380 een verzoening tot stand brengen. De heren van Vianen beloofden trouw aan paus Urbanus en erkenden Floris als bisschop.
Zie ook de Lijst van bisschoppen van Utrecht